# Kunstvilla Nürnberg
Die Kunstvilla Nürnberg ist ein städtisches Museum in Nürnberg, das sich mit der Präsentation, Vermittlung und Erforschung regionaler Kunst beschäftigt. Es befindet sich in einer denkmalgeschützten neobarocken Kaufmannsvilla in der Marienvorstadt und ist Teil des KunstKulturQuartiers.

## Gebäude
Die im neobarocken Stil gestaltete Kaufmannsvilla wurde zwischen den Jahren 1893 und 1895 von den Architekten Heinrich Theodor Schmidt und Georg Richter erbaut. Der zweigeschossige Mansardenwalmdachbau auf hohem Sockelgeschoss mit Sandsteinverkleidung, Risaliten und Balkonen diente dem jüdischen Hopfenhändler Emil Hopf, seiner Frau Elisabeth August und deren Söhnen Alfred und Kurt ab 1897 als Familiensitz. Noch vor seinem Tod 1920 verkaufte Hopf das Haus an das Ehepaar Grünfeld, die es als Sitz der Gesellschaft für Elektrometallurgie nutzten und ab 1932 als Pension vermieteten.
1934 enteigneten die Nationalsozialisten die Villa und nutzten es unter anderem als „Judenhaus“ für die Familie Ullmann, die nach einem missglückten Fluchtversuch in ein Konzentrationslager deportiert wurden und dort alle starben. Ab 1935 beherbergte es auch Diensträume des Straßen- und Flussbauamtes Nürnberg. Die eigentliche Besitzerin Margarete Grünfeld konnte sich noch rechtzeitig nach England absetzen und verkaufte das Gebäude, nach der Rückführung 1951, im Jahr 1959 an den Verlag Nürnberger Presse. Dieser vermietete es unter anderem nach Ein- und Umbauten ab 1962 als Pension Blumenhof und nutzte die Räumlichkeiten für die Praxis ihres Betriebsarztes und als Bibliothek. 1972 erfolgte die Eintragung in die Denkmalliste, die einen 1974 geplanten Abriss zugunsten eines neuen Verwaltungssitzes des Verlages und weitere Umbauten verhinderte.
Nachdem das Gebäude seit den 1980er Jahren nicht mehr als Pension diente und größtenteils leer stand, schenkte der Nürnberger Verleger Bruno Schnell die Villa der Stadt Nürnberg zur Wiedereinrichtung einer Fränkischen Galerie, einem regionalen Kunstmuseum. Von 2009 bis 2014 wurde das Gebäude für rund sechs Millionen Euro denkmalgerecht saniert und zu einem Ausstellungsgebäude umgebaut.

## Geschichte

### Fränkische Galerie
In den 1930er Jahren gab es mit der Fränkischen Galerie am Marientor in der heutigen Kunsthalle bereits ein städtisches Museum für regionale Kunst, das neben einer Dauerausstellung auch wechselnde Sonderausstellungen zeigte. Im Jahr 1937 wurde es geschlossen und nach dem Zweiten Weltkrieg nicht wieder eröffnet. Nachdem der Verleger Bruno Schnell der Stadt 2006 eine neobarocke Kaufmannsvilla schenkte, wurde diese ab 2009 für 6,29 Millionen Euro saniert und am 23. Mai 2014 als Teil des KunstKulturQuartier unter dem Namen Kunstvilla mit Ausstellungsräumlichkeiten für regionale Kunst eröffnet.

### Dauerausstellung
Die gesamte Ausstellungsfläche beträgt ungefähr 600 Quadratmeter. In der Dauerausstellung steht die Aufarbeitung der regionalen Kunstgeschichte ab 1900 sowie die Präsentation der zeitgenössischen Kunst. So wird in thematischer und monographischer Ausstellung Kunst des 20. und 21. Jahrhunderts gezeigt. Der ungefähre Bestand von 1500 Objekten regionaler Kunst wird stetig erweitert und im Rahmen von Leihgaben aus Privatbesitz und von Partnerinstitutionen je nach Ausstellung ergänzt.

### Sonderausstellungen
Neben der Dauerausstellung finden auch bis zu viermal jährlich wechselnde Sonderausstellungen ihren Platz in der Villa. Die folgende Liste enthält eine Auswahl der bisherigen Sonderausstellungen:
- 10/2014–03/2015: Utensilien aus unserer Privatsphäre von Reiner Bergmann und Reiner Zitta
- 03/2015–10/2015: Buntes Gewerbe – Glanz und Elend hinter der bürgerlichen Fassade
- 10/2015–04/2016: Im Gleichgewicht von Karin Blum und Meide Büdel
- 04/2016–10/2016: Klasse Wilhelm! Burghart, Eppich, Hasselt, Heyduck, Koller, Reichart, Vornberger und ihr Lehrer Hermann Wilhelm
- 04/2016–11/2016: Szenenwechsel – Vulcano von Werner Knaupp
- 10/2016–04/2017: Zwischen den Farben von Inge Gutbrod und Markus Kronberger
- 11/2016–04/2017: Szenenwechsel: Meine Farbwelten von Brigitta Heyduck
- 04/2017–10/2017: 70 Jahre Künstlergruppe: Der KREIS – Ein Längsschnitt durch die Kunst in Nürnberg seit 1947
- 10/2017–04/2018: Du sollst Dir kein Bild machen von Giorgio Hupfer
- 04/2018–10/2018: Urbane Zukunft – Werke aus der Sammlung der wbg und aus städtischem Besitz
- 10/2018–04/2019: FASZINATION JAPAN! Im Spiegel Nürnberger Künstlerinnen und Künstler
- 07/2019–10/2019: Gesammelte Werke – Fünf Jahre Kunstvilla
- 10/2019–03/2020: Nürnberger Schule — führend in Malerei
- 02/2020–09/2020: Ernst Weil – Abstraktion in Nürnberg
- 10/2020–03/2021: Dore Meyer-Vax – Engagierte Kunst & Ria Picco-Rückert – Eine Malerin im Nationalsozialismus
- 06/2021–10/2021: Wilhelm Uhlig: Die gute Figur
- 10/2021–05/2022: Das Bernsteinzimmer – endlich gefunden!
- 03/2021–11/2022: Die Nürnberger Hopfenhändler- und Bankiersfamilie Hopf
- 05/2022–11/2022: Grauzonen. Nürnberger Künstler:innen im Nationalsozialismus
- 12/2022–06/2023: Naturstoff / Kunststoff. Materialität in der Nürnberger Kunst
- 07/2023–09/2023: Hasso von Henninges – 3 Wände | PressArt
- 07/2023–11/2023: Vive la France! Der Einfluss Frankreichs auf die Nürnberger Kunst
- 09/2023–11/2023: Udo Kaller – Eine Stiftung
- 11/2023–05/2024: Für Kunst und Freundschaft – Das Borgo Ensemble
- 12/2023–05/2024: Die Nürnberger Malerfamilie Kertz – Eine Stiftung

### Angebot
Das Begleitprogramm des Kunst- und Kulturpädagogischen Zentrums der Museen in Nürnberg (KPZ) in der Kunstvilla richtet sich an Bildungseinrichtungen, Erwachsene, Familien sowie Kinder und umfasst neben öffentlichen Führungen auch Gespräche mit den Künstlern und Angebote für künstlerische Praxis. So steht mit der Kunstwerkstatt im Gartengeschoss ein speziell ausgestatteter Raum für Workshops und kreative Kindergeburtstage zur Verfügung. Ein Flyer unter dem Titel „Museum & Schule aktuell“ informiert Lehrkräfte sowie Erzieherinnen und Erzieher über Angebote zu Sonderausstellungen oder besonderen Aktionen.

### Direktion
- Andrea Dippel (seit 2014)[5]

## Auszeichnungen
- 2016: Heimatpreis Bayern[8]